# Buefrise
Buefrise kalder man en løbende række af små runde (romanske) eller spidse (gotiske) buer under en gesims. De tjener udelukkende til dekoration og findes hyppigt i flere rækker over hinanden, ofte hvilende på små konsoller.